# La Gomera (vino)
La Gomera es una denominación de origen para los vinos producidos en la isla canaria de La Gomera (España) que se ajusten a los requisitos de su consejo regulador.
Esta denominación de origen fue reglamentada en 2009.

## Variedades de uva
La elaboración de los vinos protegidos se realiza con uvas de las variedades siguientes:
- Variedades preferentes o recomendadas:

- Tintas: Forastera Negra o Listán Negro, Negramoll, Tintilla, Malvasía Rosada y Castellana Negra.
- Blancas: Malvasía, Gual, Marmajuelo o Bermejuela, Vijariego, Albillo, Moscatel Alejandría y Forastera Blanca.

- Variedades autorizadas:

- Negras: Moscatel Negra, Vijariego Negro, Baboso Negro.
- Blancas: Listán Blanco, Torrontés , Pedro Ximenes y Baboso Blanco.